# Aeropuerto de Fort Good Hope
El Aeropuerto de Fort Good Hope (del inglés: Fort Good Hope Airport) (IATA: YGH, OACI: CYGH) está ubicado a 1 MN (1,9 km; 1,2 mi) al suroeste de Fort Good Hope, Territorios del Noroeste, Canadá.

## Aerolíneas y destinos
- North-Wright Airways
  - Colville Lake / Aeropuerto de Colville Lake
  - Inuvik / Aeropuerto de Inuvik
  - Norman Wells / Aeropuerto de Norman Wells
- Aklak Air
  - Fort Good Hope / Aeropuerto de Inuvik